# جری بیکر (بازیکن فوتبال، زاده ۱۹۳۹)
جری بیکر (انگلیسی: Gerry Baker؛ زادهٔ ۲۲ آوریل ۱۹۳۹) بازیکن فوتبال اهل بریتانیا است.
از باشگاه‌هایی که در آن بازی کرده‌است می‌توان به باشگاه فوتبال برافورد پارک آونیو اشاره کرد.